# Université Seinan Gakuin
 (novembre 2017).
Si vous disposez d'ouvrages ou d'articles de référence ou si vous connaissez des sites web de qualité traitant du thème abordé ici, merci de compléter l'article en donnant les références utiles à sa vérifiabilité et en les liant à la section « Notes et références ».
L'université Seinan Gakuin (西南学院大学, Seinan Gakuin Daigaku), ou, plus succinctement Seinan Gakuin, est une université chrétienne évangélique baptiste, située dans le Nord de l'arrondissement Sawara, à Fukuoka, chef-lieu de la préfecture de Fukuoka, sur l'île de Kyūshū, au Japon. Elle a été fondée en 1916.

## Histoire

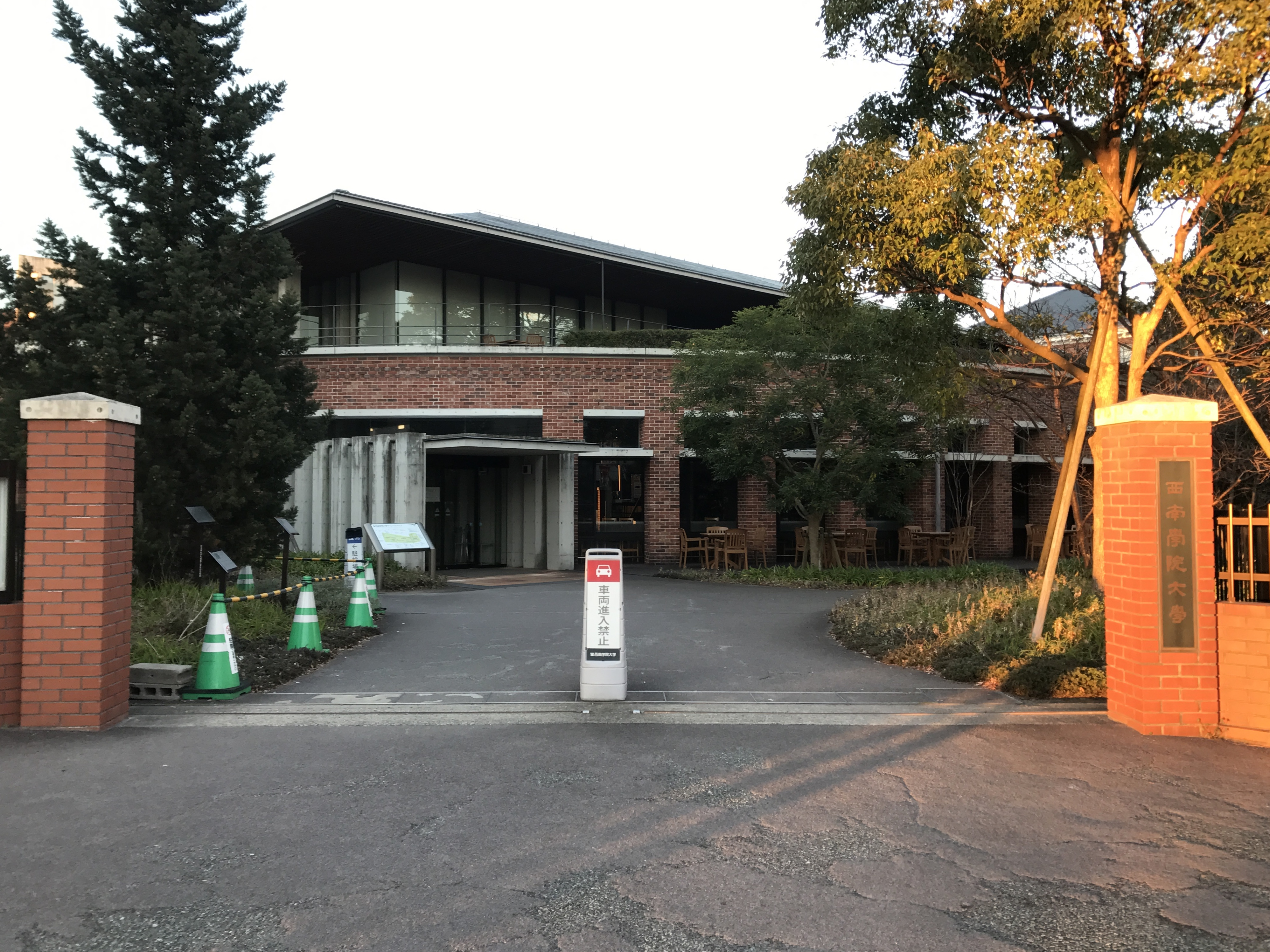
Southwest Cross Plaza

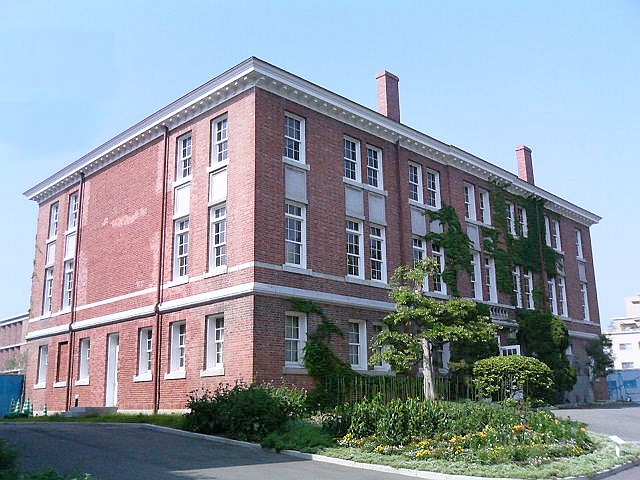
Musée

L'université Seinan Gakuin a ses origines dans la fondation d'une académie pour garçons en 1916 par le révérend C. K. Dozier, un missionnaire baptiste originaire du Sud des États-Unis. Elle devient officiellement une université privée en 1949.

## Enseignements

### Facultés
Seinan Gakuin possède une faculté de théologie, de sciences humaines, de littérature, de commerce, d'économie, de droit, d'études interculturelles et de sciences.

### Écoles doctorales
Seinan Gakuin dispense des formations doctorales en économie, droit, administration des affaires et en littérature.

## Institutions partenaires
L'université Seinan Gakuin entretient des partenariats avec plusieurs institutions, telles que les universités de Rhode Island, d'Utah et de San Diego, aux États-Unis, Aix-Marseille III et Paris III Sorbonne-Nouvelle, en France, Liverpool John Moores et Lancashire central, en Angleterre, l'université McMaster au Canada, l'université de Jilin en Chine, et Soochow à Taïwan.

## Jardin botanique
L'université Seinan Gakuin héberge un jardin botanique contenant environ 100 plantes référencées dans la Bible : le jardin botanique de Seinan Gakuin (en) .